# The Good, the Bad and the Queen
The Good, the Bad and the Queen – nazwa projektu muzycznego powstałego z inicjatywy Damona Albarna, wokalisty zespołu Blur i Gorillaz. W skład zespołu weszli oprócz Albarna, Paul Simonon, basista The Clash, Simon Tong, były gitarzysta The Verve, oraz perkusista Tony Allen, pionier afrobeatu.

## Skład
- Damon Albarn – śpiew, klawisze, gitara
- Paul Simonon – gitara basowa
- Simon Tong – gitara
- Tony Allen – perkusja

## Dyskografia
- The Good, the Bad and the Queen (2007)
  - "Herculean" (2006)
  - "Kingdom of Doom" (2007)
  - "Green Fields" (2007)